# Astrocaneum herrerai
Astrocaneum herrerai is een slangster uit de familie Gorgonocephalidae.
De wetenschappelijke naam van de soort werd in 1919 gepubliceerd door Austin Hobart Clark.